# Matt Cardle
Matthew „Matt“ Cardle (* 15. April 1983) ist ein britischer Popsänger. In seinem Heimatland wurde er Ende 2010 durch den Gewinn der siebten Staffel der Castingshow The X Factor bekannt.

## Werdegang
Cardle wurde als Sohn von David und Jennifer Cardle geboren und wuchs in Little Maplestead (Essex) auf. Er arbeitete in verschiedenen Berufen, zuletzt als Maler und Dekorateur. Vor seiner Bewerbung bei The X Factor war er Frontmann und Gitarrist der Band Seven Summers, mit der er Anfang 2010 ein Album veröffentlichte und den Preis Panics Best Band 2010 gewann. Zurzeit lebt er in Southampton.
Bei The X Factor erreichte er unter der Betreuung von Dannii Minogue das Finale und entschied in der Abstimmung der letzten Show am 12. Dezember 2010 schließlich gegen Rebecca Ferguson den Wettbewerb für sich. Mit dem Sieg verbunden ist ein mit einer Million Pfund dotierter Plattenvertrag mit Sony Music. Seine Debütsingle When We Collide, eine Coverversion von Biffy Clyros Song Many of Horror, erschien unmittelbar nach der letzten Show. Sie erreichte Platz 1 der britischen Charts und war ein Weihnachts-Nummer-eins-Hit.

## Diskografie
Alben
- 2011: Letters
- 2012: The Fire
- 2013: Porcelain
- 2018: Time to Be Alive

Singles
- 2010: Heroes (X Factor Finalisten 2010)
- 2010: When We Collide
- 2011: Run for Your Life
- 2011: Starlight
- 2012: Amazing
- 2012: The First Time Ever I Saw Your Face
- 2012: It's Only Love
- 2012: Anyone Else
- 2013: Lately
- 2013: Loving You (mit Melanie C)
- 2013: When You Were My Girl
- 2014: Hit My Heart

## Auszeichnungen für Musikverkäufe
| Goldene Schallplatte - Irland - 2011: für das Album Letters |

Anmerkung: Auszeichnungen in Ländern aus den Charttabellen bzw. Chartboxen sind in ebendiesen zu finden.
| Land/RegionAuszeichnungen für Musikverkäufe (Land/Region, Auszeichnungen, Verkäufe, Quellen) | Silber     | Gold     | Platin  | Verkäufe | Quellen        |
| -------------------------------------------------------------------------------------------- | ---------- | -------- | ------- | -------- | -------------- |
| Irland (IRMA)                                                                                | —          | Gold1    | —       | 7.500    | irishcharts.ie |
| Vereinigtes Königreich (BPI)                                                                 | 2× Silber2 | Gold1    | Platin1 | 960.000  | bpi.co.uk      |
| Insgesamt                                                                                    | 2× Silber2 | 2× Gold2 | Platin1 |          |                |